# Нижние Реметы
Ни́жние Реметы́ (укр. Нижні Ремети, венг. Alsóremete) — село в Великобережской сельской общине Береговского района Закарпатской области Украины.
Население по переписи 2001 года составляло 865 человек. Почтовый индекс — 90241. Телефонный код — 03141. Занимает площадь 2,11 км². Код КОАТУУ — 2120486801.